# Ривер-стрит, 99
«Ривер-стрит, 99» (англ. 99 River Street) — нуаровый триллер американского режиссёра Фила Карлсона, вышедший на экраны в 1953 году.
Режиссёр Фил Карлсон известен постановкой таких качественных фильмов нуар, как «Скандальная хроника» (1952), «Узкое место» (1955), «История в Феникс-сити» (1955) и «Братья Рико» (1957). Помимо этого фильма, Карлсон поставил ещё два нуара с Джоном Пейном в главной роли — «Тайны Канзас-сити» (1952) и «Адский остров» (1955).
Пейн сыграл заметные роли также в фильмах нуар «Преступный путь» (1949) и «Оттенок алого» (1956), а также в драме по роману Сомерсета Моэма «На краю лезвия» (1946). Эвелин Кейс более всего известна тем, что сыграла роль сестры Скарлетт О’Хара в фильме «Унесённые ветром» (1939) и была партнёршей Мэрилин Монро в фильме «Семилетний зуд» (1955).

## Сюжет
Нью-йоркский таксист Эрни Дрискол (Джон Пейн) смотрит по телевизору повторение состоявшегося три года назад боксёрского поединка за звание чемпиона мира, в котором он получил тяжелую травму глаза, после чего был вынужден завершить спортивную карьеру. Его привлекательная жена Полин (Пегги Касл) очень разочарована скромными условиями их жизни после ухода Эрни из профессионального спорта, постоянно упрекая в этом своего мужа, мечтой которого стало открытие собственной бензоколонки. Эрни подвозит Полин на работу в цветочный магазин, а сам встречается в кафе со своим лучшим другом, диспетчером таксопарка Стэном Хоганом (Фрэнк Фейлен), жалуясь на свою личную жизнь. Стэн советует быть повнимательнее к жене и шепнуть ей на ухо, что пора бы завести детей. В кафе появляется их знакомая, начинающая актриса Линда Джеймс (Эвелин Кейс), делясь радостной новостью, что её пригласили на пробы в один из бродвейских театров. Тем временем Полин встречается в цветочном магазине со своим любовником Виктором Ролинсом (Брэд Декстер). Они планируют этой ночью бежать в Париж после того, как Ролинс выручит за украденные им бриллианты 50 тысяч долларов. Надеясь наладить с женой отношения, Эрни покупает ей подарок и подъезжает к цветочному магазину. Сквозь витрину он видит, как Полин обнимается и целуется с Виктором. Затем Виктор выбегает на улицу и пытается сесть в такси к Эрни, называя адрес. Однако разъярённый Эрни резко уезжает, а подоспевшая Полин сообщает Виктору, что в машине был её муж. Виктор вместе с Полин приходит в зоомагазин, в котором у него назначена встреча с подпольным дельцом Кристофером (Джей Адлер). По договорённости Виктор должен отдать ему украденные бриллианты и получить 50 тысяч долларов наличными. Однако увидев, что Виктор пришёл с женщиной, Кристофер отказывается от сделки. Он говорит, что не доверяет женщинам, кроме того, при краже бриллиантов Виктор убил их владельца, чего делать не следовало. Кристофер вместе со своим подручным Микки (Джек Ламберт), угрожая оружием, выпроваживают Виктора и испуганную Полин на улицу.
Вернувшись в таксопарк, взбешенный от ревности Эрни набрасывается на Стэна, хватает его за грудки и швыряет на капот автомобиля. Это слегка приводит Эрни в чувство, и Стэну удаётся немного успокоить его. Эрни снова уходит на смену, но по дороге встречает Линду, которая сообщает ему страшную новость. Она рассказывает, что в театре во время разговора о её будущей карьере продюсер стал к ней приставать, и она, защищаясь, случайно убила его. Эрни едет с ней в театр, выходит на сцену и видит тело. Линда в драматических красках описывает ему, что произошло. Эрни спрашивает Линду, видел ли её кто-нибудь вместе с продюсером, а затем предлагает избавиться от тела. В этот момент «тело» поднимается, включается общий свет, и Эрни видит драматурга и режиссёра спектакля, которые из темноты поднимаются на сцену и аплодируют. Они в восторге от разыгранной Линдой сцены и прочат ей большое будущее на Бродвее. Эрни понимает, что драматург специально спланировал эту сцену, чтобы убедить режиссёра в актёрских способностях Линды. Линда получает роль. Когда драматург пытается расплатиться с Эрни за участие в этом «спектакле», тот с гневом набрасывается на него, бьёт его и нескольких других работников театра и уходит. Один из сотрудников театра вызывает полицию, заявляя о драке, рассчитывая, что скандал привлечёт дополнительное внимание к новому спектаклю.
Эрни приходит в свой бывший боксёрский зал и просит менеджера Попа Дёрки организовать ему бой. Однако Поп отказывает ему, говоря, что если Эрни получит сильный удар в глаз, то может навсегда лишиться зрения, и никакая прибыль не окупит такие жертвы. Тем временем Виктор привозит Полин в свою квартиру и уговаривает её через диспетчера вызвать Виктора в соседний бар. После того, как она кладёт трубку, Виктор обматывает платок вокруг её шеи и душит её. Приехав по вызову, Эрни ожидает Полин в баре, она так и не появляется. Тогда Эрни едет домой, пакует свои вещи и собирается уходить. Около машины он встречает Линду, которая просит у него прощения и говорит, что отказалась от роли в спектакле. Одновременно она сообщает, что его разыскивает полиция и хочет задержать по обвинению в избиении человека. Чтобы положить чемодан в своё такси, Эрни открывает заднюю дверь и видит на сидении тело убитой Полин.
Эрни естественно подозревает в убийстве Виктора, но он не знает ни его имени, ни адреса. На удачу Эрни едет по адресу, который Виктор назвал ему около цветочного магазина. По описанию внешности Виктора ему удаётся узнать у консьержки номер его квартиры. Дверь никто не открывает, и Эрни вскрывает её своими инструментами. В квартире он натыкается на вооружённого Микки, который хочет знать, где найти Виктора, чтобы убить его и захватить украденные бриллианты. Эрни удаётся выхватить у Микки пистолет, после чего он жестоко избивает Микки, выясняя у него подробности об ограблении и о плане Виктора и Полин вместе бежать из города. Входит Линда, до того дежурившая на улице, и сообщает Эрни, что полиция нашла его машину с трупом Полин внутри. Виктор снова приезжает в зоомагазин и говорит Кристоферу, что избавился от женщины, подставил в убийстве её мужа, и теперь хочет получить свои деньги. Несмотря на нежелание Кристофера, Виктор, угрожая пистолетом, заставляет того рассчитаться за бриллианты. Эрни вместе с Линдой направляются в таксопарк, где Эрни объясняет Стэну сложившуюся ситуацию. Узнав от Микки, что Виктор и Полин собирались этим вечером сесть на корабль в Джерси-сити, Эрни просит Стэна связаться с другими таксопарками и отследить через них все заказы машин в направлении Джерси-сити.
Тем временем, специалист по подделке документов по имени Монк звонит Кристоферу и сообщает, что у него назначена встреча с Виктором в одном из портовых кафе по адресу 99 Ривер стрит, где он должен передать Виктору фальшивый паспорт. Кристофер просит Монка задержать встречу на час, а сам немедленно выезжает со своими людьми по указанному адресу. В это же время Стэн передаёт Эрни, что поступил заказ на адрес 99 Ривер стрит. Эрни и Линда немедленно выезжают на место. Эрни подъезжает к бару на такси, высаживает Линду, однако дорожный инспектор не разрешает поставить такси перед входом в бар, и Эрни отъезжает, чтобы найти другое место для парковки, а Линда заходит в бар одна. Тем временем в бар приезжает и Монк, который садится за столик к Виктору и передаёт ему поддельный паспорт и билеты на корабль, говоря, что надо немного подождать до начала регистрации. Линда подслушивает этот разговор, и после ухода Монка, под видом пьяной начинает заигрывать с одиноко сидящим Виктором, пытаясь вытащить его из бара. Тем временем, перед входом в бар Микки останавливает Эрни и, угрожая оружием, заставляет его сесть в машину, где находится Кристофер со своими подручными.
Линде не удаётся соблазнить Виктора, и она пускает в ходе последнее оружие, называя имя Полин. Обеспокоенный Виктор вытаскивает её на улицу и бьёт по лицу, требуя сказать, откуда она узнала это имя. В этот момент к ним подходит Микки, и угрожая пистолетом, уводит пару в доки. Машина Кристофера медленно следует за ними. В этот момент Эрни, который находился без сознания после сильнейшего удара по голове, приходит в себя и со всей силы бьёт шофера. Машина разгоняется и на полном ходу врезается в огромный кран, но Эрни успевает выпрыгнуть наружу. Авария отвлекает внимание Микки, и Виктору удаётся нанести ему мощный удар, в результате чего тот теряет сознание, после чего Виктор завладевает его оружием. Линда тем временем освобождается и бежит вызвать полицию. Эрни замечает Виктора и гонится за ним, но Виктор стреляет в него и ранит в грудь. Эрни собирает всю свою волю в кулак и продолжает преследование. Он ловит Виктора на трапе одного из кораблей, избивает несколькими мощными боксерскими ударами и скручивает, после чего появляется вызванная Линдой полиция…
Год спустя Эрни приходит в боксёрский зал к Попу и рассказывает, что теперь они с Линдой партнёры и в браке, и в бизнесе, так как открыли автозаправочную станцию. Следуя совету Стэна, Эрни шепчет Линде на счёт детей, и получает в ответ одобрительную улыбку.

## В ролях
- Джон Пейн — Эрни Дрисколл
- Эвелин Кейс — Линда Джеймс
- Брэд Декстер — Виктор Ролинс
- Фрэнк Фэйлен — Стэн Хоган
- Пегги Кастл — Полин Дрисколл
- Джей Адлер — Кристофер
- Джек Ламберт — Микки
- Джин Рейнольдс — Чак
- Гленн Ланган — Ллойд Морган
- Хелен Клиб — мисс Хендерсон (в титрах не указана)

## Оценка критики
Газета «Нью-Йорк таймс» сразу после выхода фильма на экраны дала ему негативную оценку, написав: «… это одна из тех лишённых вкуса мелодрам, которые наполнены неприятными ворами, изменницами-блондинками и массой сцен, якобы демонстрирующих повседневную жизнь подпольного мира. На фоне этих затхлых перепевов Джон Пейн играет таксиста, возбуждённого мечтами о том, кем бы он мог быть в мире бокса. Он обременён пустой, не гнушающейся воровства и аморальной женой. Там ещё есть свёрток с украденными драгоценностями, убийство жены мистера Пейна, которую отлично сыграла Пегги Касл, и его подстава. Естественно, очаровательная Эвелин Кейс помогает ему выбраться из этих опасных передряг, всю дорогу играя так, как будто её оживляли электрошоком. И чтобы закруглить этот грустный, грустный кинематографический кусочек, есть ещё и хорошо знакомая погоня по тёмному и зловещему порту, в которой герой, похожий на дуршлаг с пулевыми отверстиями в нём, с напором в духе старой школы, настигает и скручивает убийцу… Сказать, что этот фильм неприятный было бы слишком мягко; точнее будет заметить, что он вызывает раздражение и скуку. Ответственность за это художественное преступление несут сценарист Роберт Смит и режиссёр Фил Карлсон».
Дейв Керр в «Чикаго ридер» отметил, что «поставленный Филом Карлсоном в 1953 году, этот низкобюджетный независимый фильм нуар стал примером скромного великолепия, которое часто демонстрировал американский жанровый кинематограф».
Кинокритик Крейг Батлер на сайте Allmovie написал, что фильм стал «жестоким и жарким экскурсом Фила Карлсона в фильм нуар, у которого также много противников, как и поклонников. Многое в фильме заслуживает высокой оценки, начиная с того экономичного способа, с помощью которого Карлсону удаётся передать столь сложную историю. Карлсон, как обычно даёт много крупных планов, и тому есть своё основание: они заставляют зрителей непосредственно почувствовать персонажей, испытать те же переживания, что и они. Но оператор Франц Плейнер не намерен укладывать всё только в крупные планы; он даёт также серию потрясающих и запоминающихся кадров и ракурсов, которые дополняют и усиливают ход повествования. Плейнеру и Карлсону особенно удалась мастерски поставленная кульминационная сцена. Все актёры, особенно, Джон Пейн, демонстрируют свою лучшую форму. И тем не менее, все эти способности и всё мастерство устремлены на реализацию в общем-то посредственной истории… Кроме того, мировоззрение Карлсона может показаться слишком циничным и/или упрощенческим. Хотя фильм и не на любой вкус, он обладает бесспорной ударной мощью».